# 符浩
符 浩（ふこう、フー・ハオ、1916年4月13日 - 2016年6月17日）は、中国の外交官。全国人民代表大会外事委員会副委員長、外務副大臣、駐日中国大使、駐ベトナム大使などを歴任した。中華人民共和国の第一世代の外交官である。

## 来歴
陝西省醴泉県（現禮泉県）の農民の家に生まれる。1937年10月に革命党に入党し、1938年2月に中国共産党に入党した。 西安師範学校と延安の抗日軍政大学で学んだ。 在学中に「符浩」と改名。
符浩は学業を終えた後、第八軍団の一員となり、陸軍の政治宣伝業務に従事し、第八軍団第115師団の政治部部長、渤海軍区の敵工部部長、北平軍事調停所執行部テキサスグループの中国共産党代表、渤海軍区の宣伝・連絡・組織部部長、第三野戦陸軍師団の政治部部長などの役職に就いた。
中華人民共和国建国後、1950年に新設された中華人民共和国外交部（外務省）に赴任し、半世紀近くの外交キャリアをスタートさせ、中国外交部の「建国の父」の一人とされる。
外交部に入部後、在モンゴル中国大使館政治参事官、外交部アジア部長官代理、在インド大使館参事官、外交部人事部次長、外交部政治部次長兼官房長、外交部総局長、駐ベトナム中国大使、駐日大使、外務副大臣、顧問などを歴任。 文化大革命の時、符浩と外交部の90人の幹部は共同で陳毅を保護したが、これは批判を受けた。
1983年に外交部を退職した後、全国人民代表大会常務委員、全国人民代表大会外事委員会副委員長に選出され、立法府での外交活動を続け、1988年には第7期全国人民代表大会常務委員会に再選された。 1984年から1999年まで日中友好21世紀委員会の委員を務め、1996年に第3回委員会に選出され、1994年10月に退任した。
2016年6月17日、北京で死去。